# 贵州拟小鲵
贵州拟小鲵（学名：Pseudohynobius guizhouensis）一种分布于中华人民共和国贵州省的两栖动物，隶属于小鲵科拟小鲵属。

## 形态特征
本种与宽阔水拟小鲵（Pseudohynobius kuankuoshuiensis）相似。雄鲵全长176～184毫米，雌鲵157.1～203.4毫米。体背紫褐色，具有橘红色或土黄色不规则近圆形斑点，腹面具有分散细小的白色斑点。